# TV-Freak Records
TV-Freak Records (Eigenschreibweise TV-FREAK Records) war ein im Jahr 1997 gegründetes japanisches Plattenlabel aus Tokio, das hauptsächlich Bands aus den Genres Punk, Hardcore Punk und Ska-Punk unter Vertrag nahm und verlegte. Die letzte Veröffentlichung datiert aus dem Jahr 2018.

## Veröffentlichungen (Auswahl)
- The Autocratics – The Autocratics (2017)
- Coquettish – Change This World (2015)
- The Peacocks – Made in Japan (2001)[1]
- Potshot – A-GoGo (2001)
- U Can’t Say No! – Back to the 80's (2000)